# Pávliani
Pávliani (Pavliani) är en ort i Grekland.   Den ligger i prefekturen Fthiotis och regionen Grekiska fastlandet, i den centrala delen av landet, 150 km nordväst om huvudstaden Aten. Pávliani ligger 942 meter över havet och antalet invånare är 367.
Terrängen runt Pávliani är kuperad österut, men västerut är den bergig. Terrängen runt Pávliani sluttar österut. Runt Pávliani är det ganska glesbefolkat, med 23 invånare per kvadratkilometer. Närmaste större samhälle är Lamia, 19,6 km norr om Pávliani. 